# Ølgod
Ølgod is een plaats en voormalige gemeente in de Deense regio Zuid-Denemarken, gemeente Varde. De plaats telt 3965 inwoners (2008).
Bij binnenkomst in Ølgod (vanuit Varde) valt meteen de Watertoren in het oog. Echter, de gemeente was van zins deze te slopen, omdat het bouwwerk erg instabiel was geworden. Een fonds werd opgericht (Vedligeholdelsesfonden Ølgod gl. Vandværk; Onderhoudsfonds Ølgod Oude Waterwerk), en geld bijeengebracht, om de toren te redden. Het fonds is nu opgeheven, en het geld overgedragen aan de gemeente Ølgod, die opgegaan is in de gemeente Varde.

## Voormalige gemeente
De oppervlakte bedroeg 246,68 km². De gemeente telde 11.351 inwoners waarvan 5742 mannen en 5609 vrouwen (cijfers 2005). Bij de herindeling van 2007 werd de gemeente bij Varde gevoegd.